# Jorge Blanco
Jorge Blanco Güereña (n. 19 decembrie 1991, Guadalajara, Jalisco, Mexic) este un actor și cântăreț mexican. Este cunoscut pentru portretizarea personajului León în serialul de televiziune al Disney Channel, Violetta.

## Filmografie
| An   | Titlu                                  | Rol   | Note         |
| ---- | -------------------------------------- | ----- | ------------ |
| 2008 | High School Musical: El Desafio Mexico | Jorge | Co-lead role |

| An           | Titlu                             | Rol     | Note                                                        |
| ------------ | --------------------------------- | ------- | ----------------------------------------------------------- |
| 2007         | High School Musical: La Selección | Himself | Reality show musical                                        |
| 2010         | Highway: Rodando la Aventura      | Diego   | "El mochilero" (Season 1, episode 10)                       |
| 2011–12      | Cuando toca la campana            | Pablo   | Season 1 – Lead role Season 2 – Special guest on 4 episodes |
| 2011         | Disney's Friends for Change Games | Himself | Yellow team                                                 |
| 2012–prezent | Violetta                          | Leon    | Season 1 – Co-lead role Season 2 – Lead role                |

## Discografie
Coloane sonore
- 2008: High School Musical: El Desafio Mexico
- 2011: Cuando toca la campana
- 2012: Violetta
- 2012: Cantar es lo que soy
- 2013: Hoy Somos más

## Premii și nominalizări
- 2013 – Kids' Choice Awards México
  - Câștigător – Favorite Actor pentru Violetta.
- 2013 – Kids' Choice Awards Argentina

## Legături externe
- Jorge Blanco la Internet Movie Database
- Jorge Blanco on Twitter